# Ana Enriqueta Terán

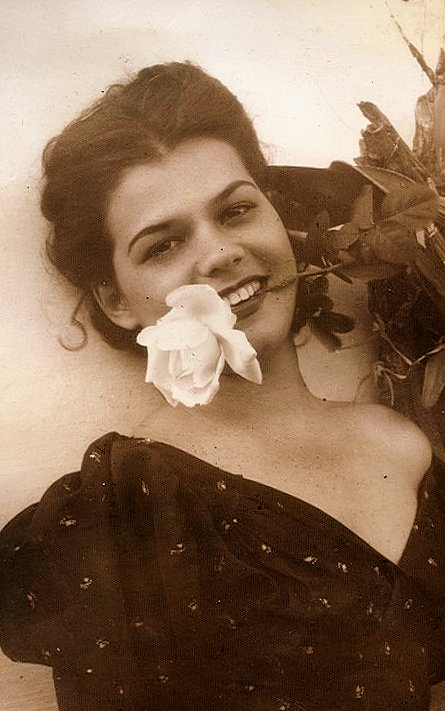
Ana Enriqueta Terán, ca. 1940

Ana Enriqueta Terán (* 4. Mai 1918 in Valera; † 18. Dezember 2017 in Valencia) war eine venezolanische Dichterin und Diplomatin.
Teráns Mutter Rosa Madrid Terán machte sie mit klassischen Dichtern wie Góngora und Garcilaso de la Vega bekannt. Später wurde sie auch von französischer Poesie wie Arthur Rimbaud und Charles Baudelaire beeinflusst. Anfangs in klassischer Form schreibend ging ihr Werk dann über das rein Metrische hinaus. Terán wird der Generación del 18 zugerechnet und gilt als beste Dichterin Venezuelas.
Sie arbeitete als Diplomatin in Uruguay (1946) und Argentinien (1950).
1989 wurde sie mit dem Premio Nacional de Literatura ausgezeichnet und erhielt im selben Jahr die Ehrendoktorwürde der Universidad de Carabobo.
Ihr Haus in dem Dorf Jajó im Bundesstaat Trujillo, in dem sie 11 Jahre lang lebte, ist heute ein Kulturzentrum.
Anlässlich ihres Todes mit 99 Jahren, den der venezolanische Minister für Kultur, Ernesto Villegas, auf Twitter bekanntgab, schrieb er „ihr Werk und ihre Karriere seien ein Beispiel für die heutigen Generationen“.

## Veröffentlichungen (Auswahl)
- Al norte de la sangre (1946)
- Presencia terrena (1949)
- Verdor secreto (1949)
- De bosque a bosque (1970)
- El libro de los oficios (1975)
- Libro de Jajó (1980–1987)
- Música con pie de salmo (1985)
- Casa de hablas (1991, Gesamtausgabe)[8]
- Alabatros (1992)
- The Poetess Counts to 100 and Bows Out (bilinguale Ausgabe spanisch/englisch, 2002)
- Antología poética (2005)
- Construcciones sobre basamentos de niebla (2006)
- Piedra de habla (2014, Ausgabe in der Biblioteca Ayacucho)